# 北京市工商业联合会
北京市工商业联合会，简称北京市工商联，同时称北京市商会，是中国共产党领导的、北京市工商界组成的统战性、经济性、民间性的人民团体和商会组织。